# Dekanat Peszt-Południe
Dekanat Peszt-Południe – jeden z 16 dekanatów rzymskokatolickiej archidiecezji ostrzyhomsko-budapeszteńskiej na Węgrzech. 
Według stanu na kwiecień 2018 w skład dekanatu Peszt-Południe wchodziło 7 parafii rzymskokatolickich. 

## Lista parafii
W skład dekanatu Peszt-Południe wchodzą następujące parafie:
1. Parafia Najświętszej Maryi Panny Królowej Pokoju w Budapeszcie
2. Parafia św. Rity w Budapeszcie
3. Parafia św. Józefa w Budapeszcie-Józsefváros
4. Parafia św. Wincentego w Budapeszcie-Középső-Bencésváros
5. Parafia Świętego Krzyża w Budapeszcie-Külsőferencváros
6. Parafia Dobrego Pasterza w Budapeszcie
7. Parafia Najświętszej Maryi Panny  Madonny Węgierskiej w Budapeszcie-Tisztviselőtelep